# Squadra siriana di Coppa Davis
La squadra siriana di Coppa Davis rappresenta la Siria nella Coppa Davis, ed è posta sotto l'egida della Syrian Arab Tennis Federation.
La squadra debuttò nella competizione nel 1986, e non ha mai fatto parte del World Group. Nell'edizione del 2010 ha raggiunto la promozione al Gruppo II della zona Asia/Oceania.

## Organico 2013
Vengono di seguito illustrati i convocati per ogni singolo turno della Coppa Davis 2013. A sinistra dei nomi la nazione affrontata e il risultato finale. Fra parentesi accanto ai nomi, il ranking del giocatore nel momento della disputa degli incontri (la "d" indica che il ranking corrisponde alla specialità del doppio).
| Gruppo II - Primo turno | Gruppo II - Primo turno                                                                 |
| Filippine (2-3)         | Marc Abdelnour (963) Issam Haitham Taweel (fr*) Majdi Salim (fr*) Yacoub Makzoume (fr*) |
| ----------------------- | --------------------------------------------------------------------------------------- |

| Gruppo II - Playoff | Gruppo II - Playoff                                                               |
| Kuwait (2-3)        | Issam Haitham Taweel (918) Marc Abdelnour (983) Majdi Salim (fr*) Amer Naow (fr*) |
| ------------------- | --------------------------------------------------------------------------------- |

- fr = Fuori Ranking